# Fiction Records
Fiction Records je britské hudební vydavatelství založené Chrisem Parrym v roce 1978. Proslulo díky více než 20leté spolupráci s britskou skupinou The Cure. Původně působilo jako nezávislé, nyní je vlastněno Polydorem, dceřinou společností Universal Music Group.

## Historie
Fiction Records bylo založeno v roce 1978 producentem Chrisem Parrym. Na začátku 90. let bylo vydavatelství odkoupeno Polydorem, pod kterým, kromě příležitostného vydání desky skupiny The Cure, působilo spícím dojmem. V roce 1992 poprvé zaznamenalo album na 1. příčce britské hitparády, tím albem byla deska Wish skupiny The Cure.
V lednu roku 2004 se Joe Munns, Paul Smernicki a Beastman rozhodli oživit vydavatelství Fiction a „dát Polydoru trochu více kytarového podhoubí“, jelikož Fiction v té době vydávalo hlavně popová alba. První album „nového“ Fiction byl singl britské kapely Snow Patrol s názvem „Run“, které se později umístilo na 5. místě žebříčku. Následujícího alba kapely, Final Straw, se od té doby celosvětově prodalo přes 2 milionů kopií.
V současné stáji vydavatelství Fiction dominují kapely Crystal Castles, Ian Brown, Snow Patrol, The Maccabees, Kaiser Chiefs, The Naked and Famous, The Stone Roses, Tired Pony Kate Nash, Athlete, Elbow, White Lies, Yuksek, Spector a Filthy Dukes.
Fiction také vydala alba umělců Stephena Fretwella, Jacknife Lee, Delays, Alberta Cross, Guillemots a Yeah Yeah Yeahs.